# Bäcks
Bäcks är ett naturreservat i Väte socken i Region Gotland på Gotland.
Området är naturskyddat sedan 2012 och är 24 hektar stort. Reservatet består av gammal högstammig barrblandskog.